# Labidocercus minor
Labidocercus minor är en insektsart som beskrevs av Max Beier 1954. Labidocercus minor ingår i släktet Labidocercus och familjen vårtbitare. Inga underarter finns listade i Catalogue of Life.